# Nachal Šlal
Nachal Šlal (hebrejsky: נחל שלל) je krátké vádí v Horní Galileji, v severním Izraeli.
Začíná v nadmořské výšce okolo 500 metrů, na západním úpatí vrchu Har Janoach a na okraji města Januch-Džat, respektive jeho části Januch. Směřuje pak rychle se zahlubujícím a zalesněným údolím k západu. Ústí potom zleva do vádí Nachal Jechi'am, naproti vesnici Jechi'am.